# Хара, Виктор
Ви́ктор Ли́дио Ха́ра Марти́нес (исп. Víctor Lidio Jara Martínez; 28 сентября 1932, Сан-Игнасио, Чили — 15 сентября 1973, Сантьяго) — чилийский поэт, театральный режиссёр, певец, танцор, политический активист и член Коммунистической партии Чили, убитый путчистами во время военного переворота 1973 года, организованного генералом Аугусто Пиночетом. Жестокое убийство на стадионе «Чили», превращённом в концлагерь, через несколько дней после переворота сделало Виктора Хару символом борьбы против режима Пиночета. Ему было 40 лет.

## Ранние годы
Родился в 1932 году в крестьянской семье с индейскими и смешанными корнями. Место рождения точно неизвестно, по одним данным, это город Сан-Игнасио близ Чильяна, в провинции Ньюбле (область Био-Био), по другим, его пригород Квирикин. В раннем детстве перебрался вместе со своими родителями в расположенный неподалёку от столицы посёлок Лонкен.
С шести лет трудился в поле, так как его малограмотный отец-фермер Мануэль Хара не поощрял интереса своих детей к образованию. Не в силах содержать семью, он постепенно спивался, проявляя насилие к жене и детям, и, наконец, отправившись на заработки, окончательно оставил семью.
Однако мать-метиска Аманда Мартинес, народная певица-самоучка, невзирая на бедность, всячески поощряла обучение своих детей, в том числе игре на музыкальных инструментах. Когда Виктору исполнилось 15 лет, она умерла, и юноше пришлось самостоятельно прокладывать себе дорогу в жизни. Сначала он выучился на бухгалтера, затем, готовясь к духовной карьере, поступил в семинарию, а после прослужил несколько лет в армии, чтобы по возвращении домой заняться музыкой и театром.
Поступив в университет Сантьяго де Чили, он пел в студенческом хоре и играл в молодёжном театре, получив за свои таланты правительственную стипендию. Получил известность как исполнитель ролей в ряде классических постановок, в том числе пьесе Максима Горького «На дне».

## Творческая деятельность
Познакомившись в 1957 году с известной певицей Виолеттой Пара, придававшей современное звучание народным мелодиям и основавшей с этой целью музыкальные общественные центры под названием peñas, сделался её последователем и до 1963 года пел и играл на гитаре в группе «Cuncumén».
Творчество его испытало глубокое влияние традиционной музыки, в частности, её аранжировок индейским певцом Атауальпой Юпанки и поэтом Пабло Нерудой. Став в 1960-е годы активным участником музыкального движения «Новая песня» (исп. Nueva Canción), исполнял народные мелодии в принадлежавшем Анхелю Парре культурном центре Ла Пенья-де-Лос-Парра в Сантьяго. В 1966 году выпустил в звукозаписывающей компании «Demon» свой первый сольный альбом.
Многие из его песен были посвящены Эрнесто Че Геваре, Камило Торресу, Сальвадору Альенде, Панчо Вилье, Хо Ши Мину и другим выдающимся его современникам.
В 1970 году Виктор Хара принимал активное участие в президентской кампании Сальвадора Альенде, специально для которой написал новый текст к песне «Venceremos».

## Убийство
Утром 12 сентября, сразу после переворота, Виктор Хара направился в университет, где он работал на радиостанции. Военные окружили кампус и арестовали тысячи человек, вместе с ними и Хару, и переместили всех на столичный стадион «Чили», превращённый в концлагерь. В течение четырёх дней его избивали, пытали электрическим током, ломали руки. 15 сентября его отвели в раздевалку стадиона и там убили выстрелом в голову, после чего выпустили в тело автоматную очередь. Позже его тело было обнаружено на улице в Сантьяго. В 1990 году в рамках правительственного расследования были официально проведены эксгумация и вскрытие тела, которое показало, что в него было выпущено 44 пули. Кисти рук, вопреки легенде, не были отрублены, но были сильно изуродованы. Голова была проломлена, а кости переломаны в тридцати местах.
Убийцы Виктора Хары, военнослужащие чилийской армии, известны: это лейтенант Педро Барьентос и подполковник Уго Санчес Мармонти. Именно они непосредственно совершили убийство. Им помогали ещё шестеро: Роберто Супер, Рауль Хофре, Эдвин Димтер Бьянки, Нельсон Ассе, Луис Бетке и Хорхе Смит.

### Похороны
В декабре 2009 года останки Виктора Хары были перезахоронены в столице Чили — Сантьяго.

### Суд над убийцами
В декабре 2008 года всем восьмерым участникам преступления чилийский суд предъявил обвинения. Семеро, проживающие в Чили, были арестованы, а Педро Барьентос заявлен в розыск через Интерпол. По словам свидетелей, именно Педро Барьентос приказал солдатам затащить Хару в один из подвалов, где лично сломал ему все пальцы на руках ударами рукояткой револьвера. После этого Барьентос стал играть с полуживым певцом в «русскую рулетку». Затем лейтенант Барьентос выстрелил Харе в затылок и приказал сделать то же самое вооружённым автоматическими винтовками рядовым.
В 2012 году чилийские тележурналисты нашли Барьентоса в США. В 1989 году он женился на гражданке США, получил гражданство США и поселился во Флориде в городе Делтона. Чилийское правительство подготовило запрос в США на экстрадицию Барьентеса, но так его и не отправило (как объяснили в министерстве иностранных дел, из-за большого объёма текста его перевод всё ещё не закончен). 5 сентября 2013 года, не дожидаясь экстрадиции, семья Хары (вдова и две дочери) подала иск в один из федеральных судов на территории Флориды. В этом случае Барьентосу грозил лишь денежный штраф.
В июне 2016 года суд присяжных во Флориде признал бывшего офицера чилийской армии, гражданина США Педро Барьентоса виновным в убийстве певца Виктора Хары в Сантьяго в 1973 году. Кроме того, семье Хары по решению суда должны выплатить 28 млн долларов в качестве компенсации.
4 июля 2018 года было вынесено судебное решение в отношении девяти отставных чилийских военных в похищении, пытках и убийстве Виктора Хары. Подавляющее большинство подсудимых получило по 18 лет тюрьмы. Ещё одному отставному военному дали 5 лет заключения за сокрытие преступлений. Приговор вынес судья апелляционного суда Сантьяго Мигель Васкес. По решению суда власти Чили должны выплатить около двух миллионов долларов родственникам жертв.

## Память
- В память о Викторе Харе названа малая планета (2644) Виктор Хара, открытая астрономом Крымской астрофизической обсерватории Н. С. Черных 22 сентября 1973 года[15].
- В 2003 году стадион, где погиб Виктор Хара[англ.], был назван его именем[8].
- Погибшему чилийскому певцу и музыканту посвятил свою «Балладу о Викторе Хара» (1973) советский актёр, поэт и бард Юрий Визбор[16].
- Песня, посвящённая памяти Виктора Хары, — «Выстрадай, Чили» в исполнении Виктора Вуячича (музыка Игоря Лученка, стихи Бориса Брусникова) была исполнена в рамках фестиваля «Песня-74».
- Дин Рид сочинил песню для биографического фильма о Харе «Певец»[нем.] (El Cantor) / ГДР, 1978 (или 1977 — данные разные) и сыграл в картине главную роль.
- По мотивам событий, связанных со смертью Хары, советский музыкант Александр Градский создал рок-оперу «Стадион».
- В песне группы U2 «One Tree Hill» есть строки, посвящённые Виктору: «And in our world a heart of darkness, a fire zone where poets speak their hearts then bleed for it. Jara sang his song, a weapon in the hands of love, you know his blood still cries from the ground.» Также Виктору посвящены песни «Washington Bullets» группы The Clash, «Juan Sin Tierra» группы Ska-P и «The Weapon They Fear» группы Heaven Shall Burn, «Памяти Виктора Хары» (И. Лученок — Б. Брусников, исполнители Виктор Вуячич, ВИА «Песняры»), «Чили» — памяти Виктора Хары группы «Карнавал» и Александра Барыкина, «Street Fighting Years» с одноимённого альбома группы Simple Minds. Существует мнение, что известная и популярная в конце 1970-х баллада Давида Тухманова на стихи Роберта Рождественского «Памяти гитариста» тоже посвящена Виктору, однако исполнитель этого произведения Александр Евдокимов рассказал в интервью, что песня, «как говорил Тухманов, …изначально посвящалась памяти Джими Хендрикса… Но сказали, никаких Джими Хендриксов… И поэтому написали: "Памяти гитариста"»[17]. В период проведения в СССР Игр доброй воли 1986 Валерий Леонтьев исполнял на концертах и в телевизионных программах (в частности, в «Утренней почте») песню «Арена», содержащую слова: «И заплакала чья-то гитара в час, когда под рогами быков, как тореро, погиб Виктор Хара за свободу, за мир без оков».
- Именем Виктора Хары названы улицы в городах Сантьяго, Шахтинск, Мехико, Магдебург, Гранада, Авьон и других.
- В фильме Расписание на послезавтра 1978 года в школьном классе представлен плакат "Сегодня вечер песен Виктора Хара".